# Sabinuskirche
Sabinuskirchen sind Kirchen, die nach einem heiligen Sabinus benannt sind.
Nach Sabinus von Canusium (* 461, † 566?; Bischof von Canosa):
- Kathedrale von Bari
- San Sabino (Canosa di Puglia)

Nach Sabinus von Piacenza († 421; Bischof von Piacenza, Schutzpatron gegen Hochwasser):
- San Savino (Piacenza)

Nach Sabinus von Assisi (um 300; Bischof von Assisi und Märtyrer) oder dem vorgenannten Sabinus von Piacenza:
- Sabinenkirche Prenzlau